# 아투아구
아투아구(Atua)는 사모아의 행정구로 우폴루섬 동부에 위치한다. 행정 중심지는 루필루피이며 면적은 479km2, 인구는 83,191명(2001년 기준)이다. 서쪽으로는 투아마사가구, 북쪽으로는 바오포노티구와 접한다.